# Altstadt (Duisburg)
Altstadt (letteralmente: "città vecchia") è un quartiere (Stadtteil) della città tedesca di Duisburg, appartenente al distretto urbano (Stadtbezirk) di Duisburg-Mitte.